# Kamal Ganzuri
Kamal Ganzuri (en árabe: كمال الجنزورى‎; Gobernación de Menufia, 12 de enero de 1933 - El-Tagamu El Khames,  31 de marzo de 2021) fue un economista y político egipcio, que se desempeñó como primer ministro de la República Árabe de Egipto entre 1996 y 1999, y entre 2011 y 2012.

## Biografía

### Primeros años
Nació en enero de 1933 in Garwan, pueblo de El Bagur en la gobernación de Menufia. Obtuvo un doctorado en la Universidad Estatal de Míchigan, en Estados Unidos.

### Carrera
En 1982 Hosni Mubarak lo nombró ministro de planificación y en 1984, ministro de cooperación internacional. Mubarak lo designó primer ministro en 1996, sucediendo a Atef Sedki. Fue sucedido por Atef Ebeid en 1999.
El 24 de noviembre de 2011, el gobierno militar que reemplazó a Mubarak tras su caída, lo designó por segunda vez primer ministro, en reemplazo de Essam Sharaf. Asumió en el cargo el 7 de diciembre de ese mismo año, junto a todo su gabinete, en un gobierno denominado de «salvación nacional» en el contexto de la revolución egipcia de 2011. El liderazgo militar declaró le había transferido todos los poderes presidenciales al gabinete de Ganzuri, con excepción de los asuntos relacionados con el poder judicial y el ejército. Así, se convirtió en el primer ministro con más poder en varias décadas.
Dejó el cargo en agosto de 2012, después de que Mohamed Morsi asumiera como presidente.